# Erich Serno

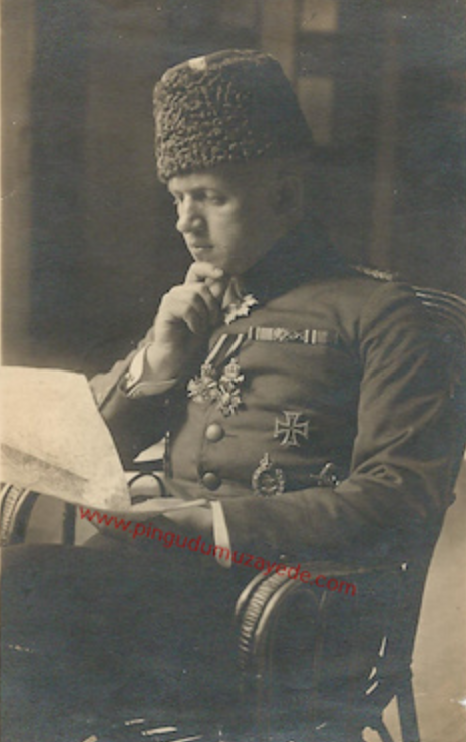
Erich Serno

Traugott Johannes Erich Serno (* 18. Februar 1886 in Bochow (Niedergörsdorf); † 22. Oktober 1963) war ein deutscher Offizier und Kommandeur der türkischen Fliegertruppen im Ersten Weltkrieg.

## Leben
Serno trat 1906 in das 2. Ober-Elsässische Infanterie-Regiment Nr. 171 der Preußischen Armee in Colmar ein und avancierte am 15. Dezember 1906 mit Patent vom 14. Februar 1906 zum Leutnant. Seine Flugausbildung absolvierte er auf dem Flugplatz Johannisthal und erwarb am 9. Oktober 1912 bei den Harlan-Flugzeugwerken die Fluglizenz Nr. 301 des Deutschen Luftfahrer-Verbands (DLV) nach den Regularien der Fédération Aéronautique Internationale (FAI). Er zählt somit zu den Alten Adlern.
1913 trat er seinen Dienst bei der Fliegertruppe auf dem Truppenübungsplatz Döberitz an und wurde anschließend zum Flieger-Bataillon Nr. 4 in Metz kommandiert. Ende Juni 1914 nahm er mit einer Albatros B.I am zehntägigen Ostmarkenflug von Breslau über Oppeln, Posen, Graudenz und Königsberg nach Danzig teil.
Nach Ausbruch des Ersten Weltkrieges wurde Serno im August 1914 der Feldfliegerabteilung 2 (FFA 2) zugeteilt, wo er Aufklärungseinsätze und Bombenangriffe an der Westfront flog. Im Folgemonat wurde ihm das Eiserne Kreuz II. Klasse verliehen und am 2. Oktober erfolgte seine Beförderung zum Oberleutnant. Im Dezember begann er auf Wunsch des osmanischen Kriegsministers Enver Pascha mit der Organisation der türkischen Luftstreitkräfte. Serno traf im Januar 1915 mit 12 Piloten und 32 Mechanikern in Istanbul ein. Er errichtete in kurzer Zeit in Yeşilköy einen Wetterdienst, 17 aus Landflugzeugen bestehende Luftstaffeln und vier Wasserflugzeugstaffeln. Zudem setzte er sich für die Ausbildung türkischer Piloten in Deutschland ein, wurde am 23. November 1915 zum Generalinspekteur für Flugangelegenheiten im türkischen Hauptquartier berufen und stieg 1917 zum Major auf. Ende 1917 kehrte Serno nach Deutschland zurück und wurde als Generalstabsoffizier bei der 26. Infanterie-Division verwendet. In dieser Eigenschaft erhielt er am 25. Januar 1918 das Ritterkreuz I. Klasse des Friedrichs-Ordens mit Schwertern.
Serno wurde nach Kriegsende in die vorläufige Reichswehr übernommen und gehörte deren Generalstab an. Im Mai 1920 nahm er seinen Abschied und wechselte mit dem Eintritt in den Stinnes-Konzern ins Zivilleben. Er war die nächsten Jahre in verschiedenen Unternehmen tätig, so 1921 als Geschäftsführer der Aquila Verkehrsgesellschaft und beteiligte sich nach Anordnung von Hugo Stinnes ab 1923 an den Ikarus Flugzeugwerken in Serbien. Serno leitete später mit Felix Wagenführ die Arado Flugzeugwerke, schied aber aufgrund fehlender NSDAP-Mitgliedschaft 1938 aus. Nachfolgend agierte er bis 1945 als Geschäftsführer der Neue Kühler - und Flugzeugteilefabrik (NKF) Kurt Hodermann in Schlesien.